# بالداربی‌دندان‌واران
بالداربی‌دندان‌واران (نام علمی: Pteranodontoidea) نام یک کلاد از راسته پتروسور است.